# Detto Dalmastro
Benedetto Dalmastro, meglio noto come Detto Dalmastro (Cuneo, 1º marzo 1907 – Cuneo, 21 novembre 1975), è stato un partigiano, politico e dirigente d'azienda italiano.

## Biografia

### Formazione ed esperienze di lavoro
Detto Dalmastro nasce a Cuneo da Michele, artigiano decoratore, e da Assunta Crini, casalinga e cucitrice a domicilio. Si diploma in ragioneria nel 1924 e subito si impiega alla Banca provinciale di Cuneo. Effettuato il servizio militare come ufficiale degli alpini, entra all'ACI di Cuneo, di cui diviene direttore della sede provinciale. Nel frattempo studia all'Università di Torino, dove si laurea in scienze economiche e commerciali (1936).

### Attività partigiana
Durante la Seconda guerra mondiale Dalmastro è sottotenente degli alpini e l'8 settembre 1943 è in forza al 2º Reggimento Alpini di stanza a Cuneo. In contatto con l'avvocato azionista Duccio Galimberti, raccoglie un gruppo di ufficiali - tra i quali Giorgio Bocca – con i quali decide di rifugiarsi in montagna. Già l'11 settembre Dalmastro è l'animatore del Gruppo Frise in Valle Grana. Poi, in Valle Grana e in Valle Gesso, Dalmastro e Galimberti fondano la brigata "Italia Libera", la prima formazione partigiana tra quelle che poi confluiranno nelle Brigate Giustizia e Libertà.

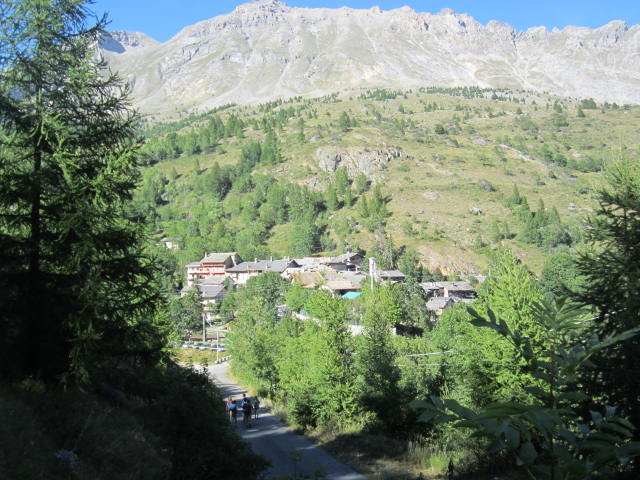
Saretto, frazione di Acceglio (CN)

Tra il dicembre del 1943 e il gennaio del 1944 "Italia libera", battendosi con notevole abilità contro le soverchianti truppe tedesche, riesce a sfuggire alla distruzione e ripiega a Paralup, presso Rittana, dove si riorganizza. Al momento della costituzione della II Divisione Alpina GL del Cuneese, Dalmastro ne è nominato comandante.
Nella primavera del 1944, in Val Maira, le divisioni GL comandate da Dalmastro e da Bocca combattono con successo, reggono bene i rastrellamenti e mantengono le proprie forze, evitando scontri frontali e adottando tattiche di guerriglia. Nel maggio del 1944 Detto Dalmastro conduce un'intensa attività diplomatica con i maquisards della Resistenza francese, culminante con gli incontri di Saretto, siglati da Galimberti. Alla fine del mese di marzo del 1945 Dalmastro è nominato commissario politico del 1º Gruppo delle Divisioni GL, cui è conferito il nome dello scomparso Duccio Galimberti, torturato e trucidato dai fascisti.

### Dopoguerra
Alla Liberazione, il C.L.N. nomina Dalmastro commissario dell'Ufficio Provinciale dei Trasporti di Cuneo, incarico che ricopre nel maggio-giugno 1945. Subito dopo la Liberazione regge la segreteria organizzativa torinese e piemontese del Partito d'Azione. Al suo scioglimento, nel 1947, Dalmastro entra nel Partito Socialista Italiano. Svolge attività di dirigente industriale delle "Cartiere Burgo" e di numerose altre società, tra cui la Cassa di Risparmio di Cuneo. Dal 1964 è presidente dell'ANPI di Cuneo. Presiede l'Archivio nazionale cinematografico della Resistenza. Nel ventennale della Liberazione fonda l'Istituto storico della Resistenza di Cuneo. Scompare a 68 anni.